# Теракт в отеле Kabul Serena (2008)
Теракт в отеле Kabul Serena произошёл 14 января 2008 года, ответственность за произошедшее на себя взяла террористическая группировка «Талибан».
Во время нападения в отеле остановилась норвежская делегация во главе с министром иностранных дел Йонасом Гаром Стёре. Погибли шесть человек, в том числе норвежский журналист Карстен Томассен. Ещё шесть человек были ранены.
Отель Kabul Serena — это люксовый пятизвёздочный отель в Кабуле, Афганистан, проект которого был разработан монреальской группой архитекторов. С момента своего открытия в 2005 году он использовался представителями международных СМИ и политиками. В отеле также работало посольство Австралии.
Через 6 лет, 20 марта 2014 года, в том же отеле талибы совершили очередной террористический акт.

## Ход событий
В 6:30 вечера по местному времени трое мужчин, одетые в форму полицейских, отвлекают персонал, в это время четвёртый человек заходит на территорию отеля, чтобы взорвать на себе пояс смертника. Пресс-секретарь талибов заявил, что боевики были вооружены автоматами АК-47, ручными гранатами и одеты в жилеты смертника. Возле отеля взрывается машина, на которой приехали преступники, и после этого боевики начинают обстрел отеля. По словам официального представителя НАТО, одному из стражей порядка удалось убить одного из нападавших, прежде чем они зашли в здание.
Двое террористов бросили гранаты в охранников, потом зашли в сам гостиничный комплекс. Когда они вошли в отель, один из боевиков привел в действие пояс смертника.
Норвежский фотограф Стиан Солум рассказывал, что он был одним из тех, в кого стреляли боевики в полицейской форме, когда он выходил из лифта. По данным норвежского МИД, норвежские чиновники сидели на собрании этажом ниже стойки регистрации.
Предполагалось, что целью боевиков был спа-салон, которым пользовалось много иностранцев.
После нападения американские и афганские солдаты начали окружать здание, чтобы создать периметр вокруг отеля и выявить оставшихся нападавших. Спецназ эвакуировал более 20 иностранных граждан. Норвежские МССБ в Кабуле эвакуировали раненых из отеля. Норвежцы использовали два бронетранспортёра XA-180 и патрульный автомобиль.

### Погибшие
| Страна     | Смерти |
| ---------- | ------ |
| Норвегия   | 2      |
| Афганистан | 2      |
| Филиппины  | 1      |
| США        | 1      |
| Всего      | 6      |

Шесть человек убиты и шесть ранены. Один из погибших норвежцев был журналист Карстен Томассен, который умер от полученных ранений, другой был мужчина, сотрудник норвежского МИД. Они были перевезены в полевой госпиталь МССБ в Кабуле, где Томассен умер во время операции.
От гранат, брошенных боевиками, погибли двое охранников, а также женщина с Филиппин, которая работала в отеле.
Один из нападавших был убит сотрудниками сил безопасности, а второй погиб в результате взрыва. Дипломат из Объединенных Арабских Эмиратов был тяжело ранен в живот.

### Виновные
Медик, который прибыл в отель после нападения, отметил, что из четверых нападавших один был убит сотрудником безопасности в холле, один взорвал себя во дворе, третий, видимо, заперся на крыше отеля по ошибке, а затем взорвал пояс смертника, а четвёртый пытался скрыться с места преступления, но был схвачен охранниками.